# Зимниці (сільське поселення село Мокре)
Зимниці (рос. Зимницы) — присілок в Куйбишевському районі Калузької області Російської Федерації.
Населення становить 21 особу. Входить до складу муніципального утворення Село Мокре.

## Історія
Від 2004 року входить до складу муніципального утворення Село Мокре.

## Населення
| 2002 | 2010 |
| ---- | ---- |
| 32   | ↘21  |